# Alexandre Vampilov
Alexandre Valentinovitch Vampilov (en russe : Александр Валентинович Вампилов, Aleksandr Valentinovitch Vampilov), né le 19 août 1937 à Tcheremkhovo, dans la région d'Irkoutsk et mort noyé dans le lac Baïkal le 17 août 1972 ,  est un écrivain et dramaturge russe soviétique,.

## Contexte familial
Son père, Valentin Nikitich Vampilov, était directeur de l'école de Koutoulik (ru) (ses ancêtres étaient lamas bouriates), sa mère, Anastassia Prokopievna Vampilova-Kopylova a travaillé comme principale adjointe (censeur) et professeur de mathématiques (ses ancêtres étaient des prêtres orthodoxes). Avant la naissance d'Alexandre la famille avait déjà eu trois enfants : Vladimir, Mikhaïl et Galina.
Le 17 janvier 1938, Valentin Vampilov est arrêté par le NKVD. Accusé d’activités nationalistes, il est fusillé le 9 mars suivant à Irkoutsk. Il sera réhabilité à titre posthume en février 1957.
Anastassia Prokopievna continua à travailler à l'école, et son salaire était à peine suffisant pour elle-même et pour subvenir aux besoins de ses quatre jeunes enfants.

Hormis les difficultés, Alexandre a grandi comme tous les garçons de son âge. Pendant une longue période, sa famille ne remarqua aucun talent particulier qui aurait pu le distinguer des autres. Sa mère a admis plus tard : 

« Nous, la famille, n'avons pas vu pendant longtemps le talent d'Alexandre. Il n'aimait pas parler de lui-même, de son succès et de son travail… »

.

## Les débuts
Le premier talent du dramaturge se manifeste alors qu'il est encore au lycée, où il a appris lui-même à jouer de la guitare, de la mandoline et du luth. Après le lycée, Vampilov suit des cours à la faculté historico-philologique de l'université d'Irkoutsk. Dès sa première année, il s'essaya à l'écriture. Il s'agissait d'histoires courtes et comiques.
En 1958, certaines d'entre elles paraissent dans les pages de périodiques locaux. Durant une année, Vampilov rejoint le personnel du journal régional d'Irkoutsk Sovietskaïa molodej (Советская молодёжь en russe qui signifie littéralement « La Jeunesse soviétique » en français) et l'association créative de jeunes (ATO). En 1961, il publie son unique livre d'histoires humoristiques, appelé Un concours de circonstances (Стечение обстоятельств), sous le pseudonyme de A. Sanine.

## L'entrée officielle dans la littérature
En 1962, l'édition de Sovietskaïa molodej [Jeunesse soviétique] décide d'envoyer son collaborateur à Moscou pour suivre des cours de littérature à l'école supérieure du Komsomol. Après avoir étudié pendant quelques mois, Alexandre rentra chez lui et fut immédiatement promu en tant que secrétaire exécutif du journal.
Cette même année, en décembre, à Maleïevka (oblast de Moscou) Vampilov a présenté aux lecteurs dans un atelier créatif deux de ses comédies en un acte : Le Bosquet du corbeau (Воронья роща) et Cent roubles d'argent neuf (Сто рублей новыми деньгами).
En 1964, Vampilov quitte Sovietskaïa molodej et se consacre entièrement à l'écriture. Rapidement, deux livres de ses histoires paraissent à Irkoutsk. Sa première pièce publiée est une farce en un acte La Maison avec vue sur les champs (Dom s oknami v pole, 1964).
Un an plus tard, en 1965, Vampilov se rend de nouveau à Moscou dans l'espoir de se greffer à l'un des théâtres de la capitale, avec pour objectif de faire jouer sa nouvelle pièce Les Adieux en juin (Прощание в июне). Malgré sa volonté, ses tentatives restent vaines. En décembre, il se décide une nouvelle fois à suivre des études supérieures de littérature à l'Institut d'Irkoutsk. En hiver 1965, il fait une rencontre inattendue avec le dramaturge à la mode à cette époque : Alexeï Arbouzov. Il lui fait lire Les Adieux en juin. Cette entrevue, a énormément marqué Vampilov. En 1966, la première de son spectacle est jouée au théâtre de Klaipeda.
La même année, il rejoint l'Union des écrivains soviétiques.
Puis vinrent d'autres pièces, La Chasse au canard (« Утиная охота », 1967), le recueil Anecdotes provinciales (Провинциальные анекдоты, 1968) qui réunissait Le Correcteur (История с метранпажем) et Vingt minutes avec un ange (Двадцать минут с ангелом, avant Cent roubles d'argent neuf), Le Fils aîné (Старший сын, 1968). Ceux qui ont lu ces pièces lui renvoient des réponses positives, mais cela ne permet pas à Vampilov de pouvoir les mettre en scène dans des théâtres réputés, comme à Moscou ou Léningrad.
En 1970 seulement, huit théâtres de sa province natale ont donné des représentations de ses pièces. Depuis 1987, le théâtre de jeune spectateur d'Irkoutsk porte son nom. De son vivant, Alexandre n'a pu mettre en scène toutes les pièces qu'il avait écrites.
En 1972, la relation théâtrale qu'a le public avec les pièces de Vampilov changea. L'Été dernier à Tchoulimsk (Прошлым летом в Чулимске) l'a conduit à des productions théâtrales. En mars, il a tenu la première de ses Anecdotes provinciales (Провинциальные анекдоты) à Léningrad au théâtre de drame Gorki (aujourd'hui théâtre Tovstonogov).
Même le cinéma commence alors à montrer de l'intérêt pour l’œuvre de Vampilov. Lenfilm (les studios de tournage de cinéma) signe un contrat avec lui pour le scénario Les Sources de pins (Сосновые родники).
Le 17 août 1972, deux jours avant son 35e anniversaire, Vampilov se noie dans le lac Baïkal. Il était parti en vacances avec ses amis, les célèbres écrivains sibériens Gleb Pakoulov et Vladimir Jemtchoujnikov. Il était en train de travailler sur un vaudeville, L'Incomparable Nakonetchnikov (Несравненный Наконечников) qui restera inachevé. Vampilov est enterré au cimetière Radichtchevskoïe d'Irkoutsk. Le théâtre dramatique d'Irkoutsk donne tous les ans un festival de théâtre contemporain, placé sous son vocable.

## Alexandre Vampilov en France
Les œuvres de Vampilov ont été produites en France depuis 1979 :
- 1979 : Vingt minutes avec un ange, Festival d'Avignon, salle Benoît XII, 24 juillet 1979. Mise en scène de Gabriel Garran. Dans le même cadre étaient présentées des œuvres de Vampilov comme Le Correcteur et Anecdotes provinciales ;
- 1981 : Théâtre national populaire à Villeurbanne, L'Été dernier à Tchoulimsk par Jean Bouise, Colette Dompietrini, Claude Lochy, Isabelle Sadoyan et Philippe Léotard ;
- 1997 : Le Fils aîné ou Je joue lors des bals et des enterrements, d'après Vampilov, Théâtre de la Bastille à Paris, mise en scène de Youri Pogrebnitchko ;
- 2002 : Le Fils aîné, mise en scène de Youri Pogrebnitchko , Théâtre des Bernardines à Marseille ;
- 2012 : Le Succès, mise en scène d'Elen Guinand, Association Glagol, Paris ;
- 2016, journée d'étude sur l’œuvre de l'écrivain Alexandre Vampilov organisée par le département slave de l'université Grenoble-Alpes.

## Publications de Vampilov
- Anecdotes provinciales[4] ;
- L'Été dernier à Tchoulimsk[5] ;
- Alexandre Vampilov, Les Cahiers de la Maison Antoine Vitez[6] ;
- La Chasse au canard[7] ;
- Le Fils aîné[8] ;
- Les Nouvelles d’Alexandre Vampilov[9].